# Sprâncenata
Sprâncenata is een Roemeense gemeente in het district Olt.
Sprâncenata telt 2693 inwoners.